# Гарден-Веллі (Айдахо)
Гарден-Веллі (англ. Garden Valley) — переписна місцевість (CDP) в окрузі Бойсі штату Айдахо США. Населення — 377 осіб (2020).

## Географія
Гарден-Веллі розташований за координатами 44°5′13″ пн. ш. 115°57′39″ зх. д. / 44.08694° пн. ш. 115.96083° зх. д. (44.086811, -115.960743).  За даними Бюро перепису населення США в 2010 році переписна місцевість мала площу 19,77 км², з яких 19,16 км² — суходіл та 0,61 км² — водойми.

## Демографія
Згідно з переписом 2010 року, у переписній місцевості мешкали 394 особи в 149 домогосподарствах у складі 102 родин. Густота населення становила 20 осіб/км².  Було 246 помешкань (12/км²).
Расовий склад населення:
| - 94,2 % — білих - 0,8 % — чорних або афроамериканців - 0,8 % — азіатів - 0,5 % — корінних американців - 1,5 % — осіб інших рас |

До двох чи більше рас належало 2,3 %. Частка іспаномовних становила 9,1 % від усіх жителів.
За віковим діапазоном населення розподілялося таким чином: 28,9 % — особи молодші 18 років, 58,9 % — особи у віці 18—64 років, 12,2 % — особи у віці 65 років та старші. Медіана віку мешканця становила 43,0 року. На 100 осіб жіночої статі у переписній місцевості припадало 111,8 чоловіків;  на 100 жінок у віці від 18 років та старших — 109,0 чоловіків також старших 18 років.
Середній дохід на одне домашнє господарство  становив 66 353 долари США (медіана — 55 781), а середній дохід на одну сім'ю — 46 515 доларів (медіана — 55 469). За межею бідності перебувало 12,8 % осіб, у тому числі 35,7 % дітей у віці до 18 років та 0,0 % осіб у віці 65 років та старших.
Цивільне працевлаштоване населення становило 61 осіб. Основні галузі зайнятості: мистецтво, розваги та відпочинок — 44,3 %, сільське господарство, лісництво, риболовля — 27,9 %, виробництво — 18,0 %, фінанси, страхування та нерухомість — 9,8 %.